# تی جی پرکینز
تی جی پرکینز (انگلیسی: T. J. Perkins؛ زادهٔ ۳ سپتامبر ۱۹۸۴) کشتی‌گیر، و کشتی‌گیر کشتی حرفه‌ای اهل ایالات متحده آمریکا است.